# Bombardier Aerospace

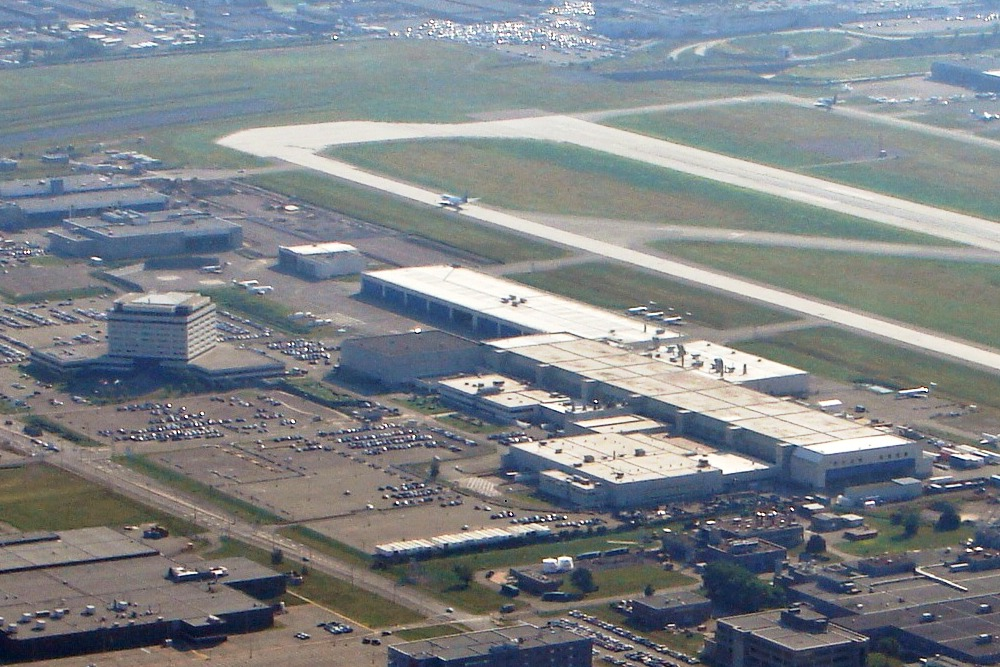
De assemblagehal van Bombardier in Montreal

Bombardier Aerospace is een divisie van het Canadese concern Bombardier Inc.. Het bedrijf bouwt zakenjets, kleine verkeersvliegtuigen, blusvliegtuigen en andere gespecialiseerde vliegtuigen. Bombardier concurreert met de Braziliaanse rivaal Embraer om de derde positie in omvang als vliegtuigbouwer achter Airbus en Boeing.

## Geschiedenis
Bombardier Aerospace is ontstaan vanuit overnames van vier grote verlieslijdende vliegtuigproducenten. De eerste aankoop vond plaats in 1986, toen vliegtuigfabrikant Canadair overgenomen werd van de Canadese regering. In 1989 volgde Short Brothers, gevestigd in Belfast, Noord-Ierland. In 1990 werd Learjet uit Kansas (VS) ingelijfd. Twee jaar later nam Bombardier De Havilland Canada, de Canadese dochteronderneming van de Havilland Aircraft, over van Boeing.
Het modellengamma van Bombardier is sterk bepaald door deze ontstaansgeschiedenis. Canadair bracht de Canadair Regional Jet-serie (afgekort tot CRJ-serie of RJ-serie), Learjet de Learjet-serie en de Havilland produceerde de Dash 8-Turbopropvliegtuigen, die later omgedoopt zijn tot Q-Series. Zakenjets-versies van de CRJ-familie worden verkocht onder de naam Challenger. Bombardier breidde de portfolio in 1993 uit met de Global-lijn, een serie zakenjets geschikt voor vluchten over grote afstanden.
In juli 2004 kondigde Bombardier de ontwikkeling van de CSeries aan. Deze familie van verkeersvliegtuigen is bedoeld voor de middellange afstand. Ze moet de concurrentie aangaan met onder meer de Boeing 737, Airbus A318, Airbus A319 en Embraer 195. In januari 2006 werd het werk aan de CSeries stilgelegd vanwege een gebrek aan orders, maar een jaar later ging de ontwikkeling toch verder. In maart 2009 maakte Bombardier bekend dat de twee modellen uit de Cseries CS100 en CS300 gaan heten. Op 16 september 2013 maakte een CS100 de eerste testvlucht vanaf Mirabel in Montreal, Quebec, Canada.
Door de aanhoudende onzekerheid rond de C-serie werd in oktober 2017 bekendgemaakt dat Airbus een meerderheidsbelang neemt in het C-serie-programma. Airbus neemt een belang van 50,01%. Bombardier behoudt een aandeel van 31 procent en houdt ook de productie van de toestellen in Canada. De marketing en verkoop van de toestellen gaat onder de vlag van Airbus. De introductie van de C-serie in het gamma van Airbus betekent het einde van de Airbus A319. De C-serie is een toevoeging op de A320-familie van Airbus.

## Bekende vliegtuigen

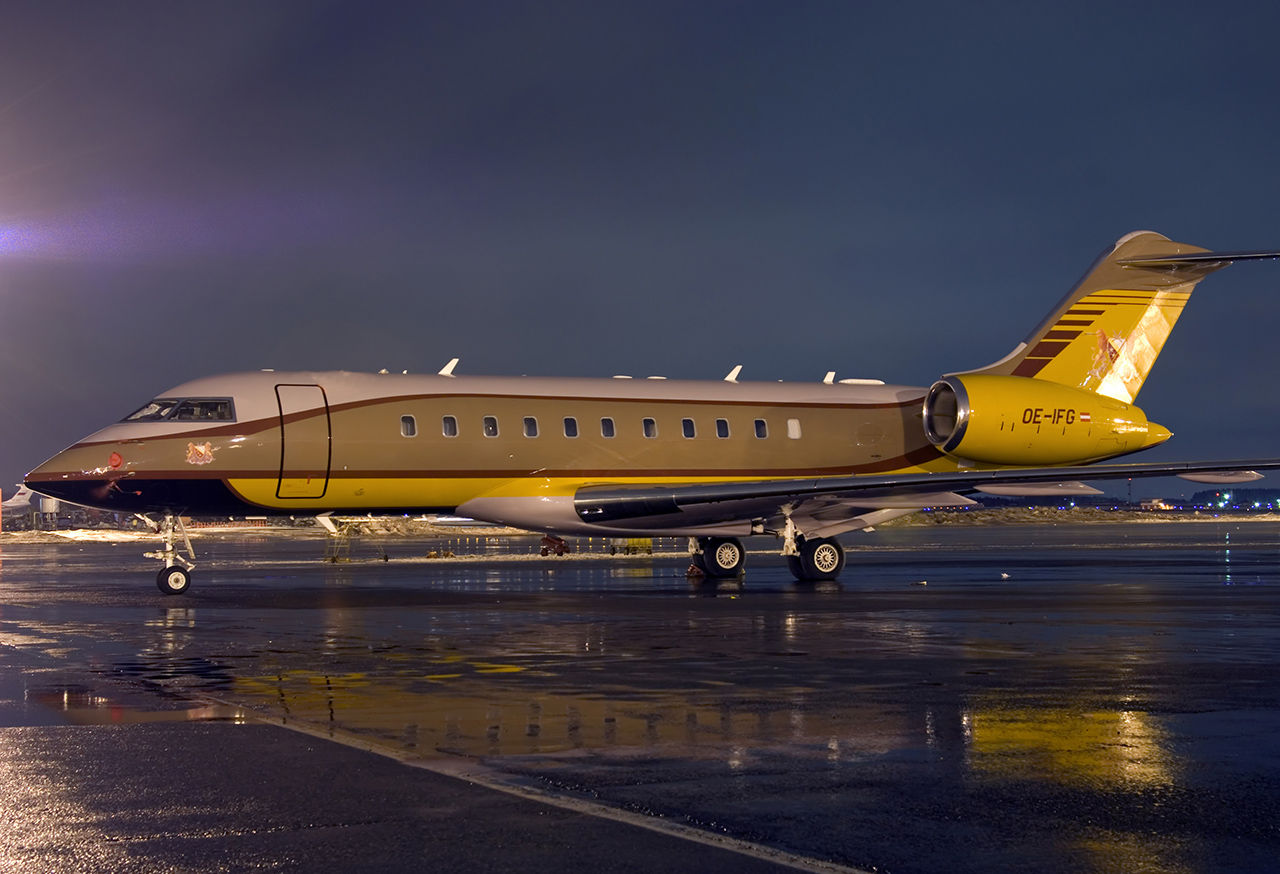
Bombardier Global 5000

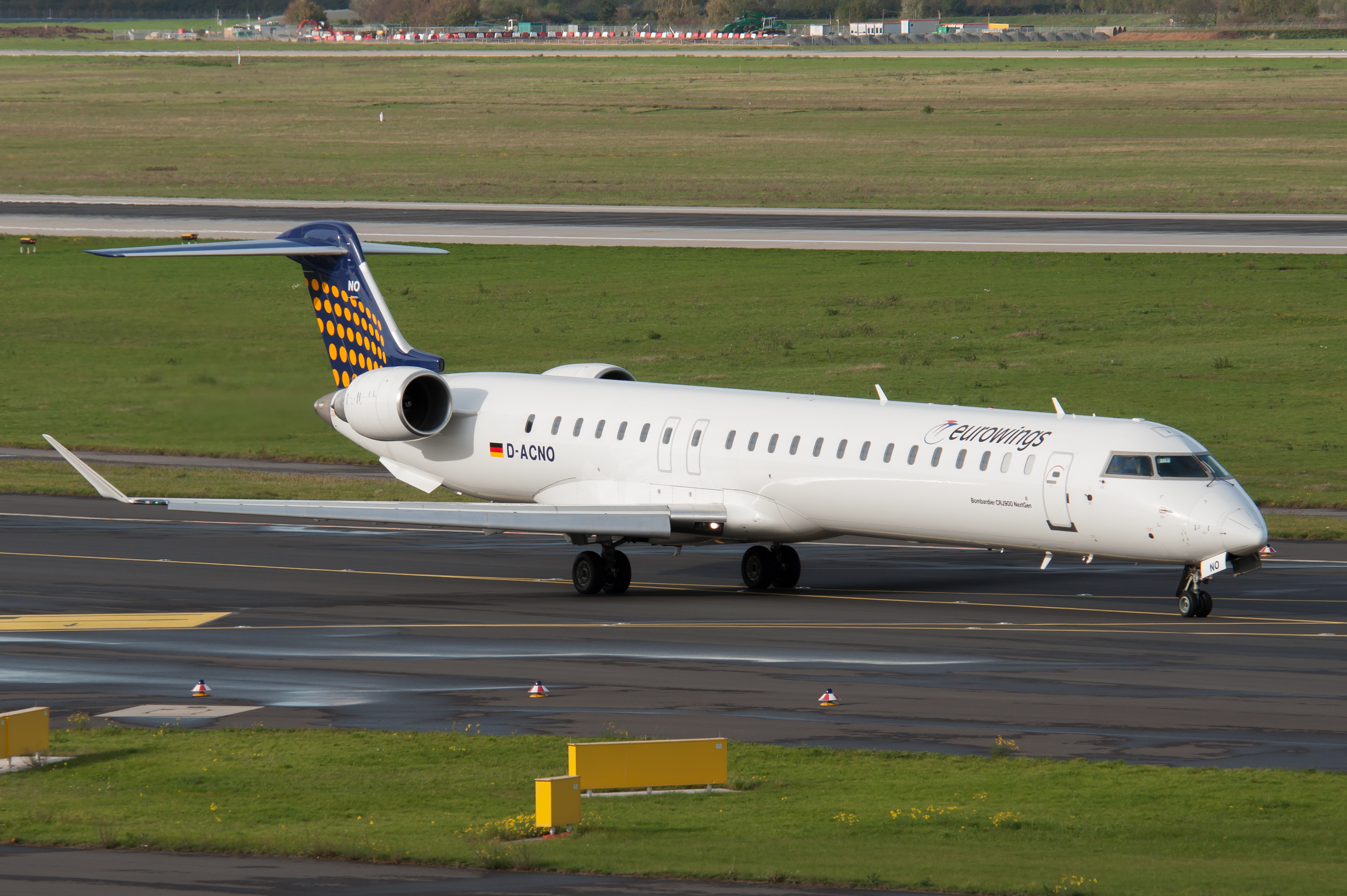
Bombardier CRJ-900

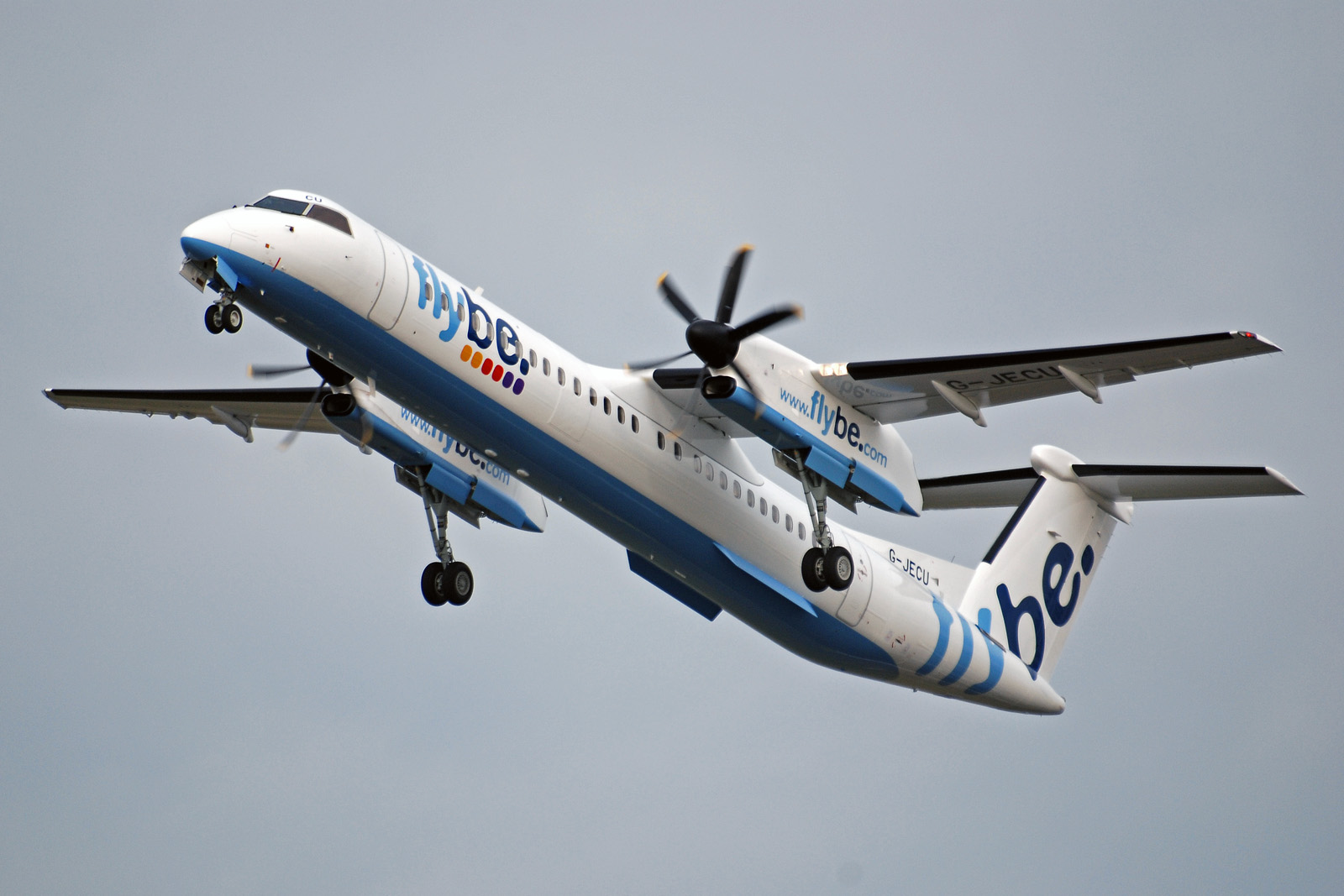
Bombardier Q400

### Zakenjets
Bombardier Learjet
- Learjet 23/24/25/28/29 (ingebruikname: 1960)
- Learjet 35/36 (1974)
- Learjet 55 (1982)
- Learjet 31 (1988)
- Learjet 60/65XR (1993)
- Learjet 45/45XR (1998)
- Learjet 40/40XR (2004)
- Learjet 70/75 (2013)
- Learjet 85 (2014)

Bombardier Challenger
- Challenger 600/601/604/605/610 (1983)
- Challenger 300/350/3500 (2004)
- Challenger 800/850 (2006)

Bombardier Global
- Global Express/Express XRS (1998)
- Global 5000 (2005)
- Global 6000 (2006)
- Global 7000 (2016)
- Global 8000 (2017)

### Verkeersvliegtuigen
Bombardier C-Series
- CS100 (2015)
- CS300 (2016)

Bombardier CRJ-Series
- CRJ100 (1992)
- CRJ200 (1996)
- CRJ700 (2001)
- CRJ900 (2003)
- CRJ1000 (2010)

Bombardier Q-Series
- Q100 (1984)
- Q300 (1989)
- Q200 (1995)
- Q400 (1999)